# Teinolophos
Teinolophos trusleri ist eine ausgestorbene Säugetierart. Sie lebte in der Kreidezeit in Australien und ist das älteste bekannte Kloakentier.
Von Teinolophos wurden bislang nur Teile des Unterkiefers mit einzelnen Molaren gefunden. Im Bau der Zähne lassen sich Ähnlichkeiten zu Steropodon erkennen, einer nahe verwandten, etwas jüngeren Gattung. Allerdings war Teinolophos nur so groß wie eine Spitzmaus, damit deutlich kleiner als Steropodon oder das heutige Schnabeltier und erreichte nur eine Körperlänge von rund 10 Zentimetern und ein Gewicht von 40 g. In der Unterkreide lag der Süden Australiens in der Nähe des Südpols und die drei Monate dauernde Polarnacht war ohne Sonnenschein. Teinolophos kam wahrscheinlich in polaren Wäldern vor und suchte im Moos und Schnee mit Hilfe seines möglicherweise elektrosensorischen Schnabels nach Insekten.
Eine tiefe Kerbe am hinteren Teil des Kiefers hat die Diskussion um die Abstammung der Ursäuger neu entfacht. Nach Meinung von Rich und anderen (2005) zeige die Kerbe, dass die Entwicklung der Gehörknöchelchen und des sekundären Kiefergelenks bei Teinolophus noch nicht abgeschlossen war. Diese Entwicklung ist aber ein wichtiges Kriterium für die Definition der Säugetiere. Rich und andere schließen daraus, dass diese Umwandlung im Laufe der Säugerevolution zweimal stattgefunden habe und somit die Ursäuger deutlich entfernter mit den übrigen Säugetieren verwandt seien als bisher angenommen. Von anderen Wissenschaftlern werden diese Theorien aber nicht anerkannt.